# Grad Hrastovec
Grad Hrastovec (nemško Gutenhag) leži v naselju Hrastovec v Občini Lenart. Ime je dobil po drevesni vrsti, hrastu, saj je le-ta v preteklosti prevladoval v okoliških gozdovih.

## Zgodovina
Pisno je bil prvič omenjan leta 1443 in spada med največje ohranjene gradove na Slovenskem. Do druge svetovne vojne si ga je lastila znamenita večstoletna lastnica- rodbina grofov Herberstein.
Prvotno je na mestu današnjega gradu stal manjši dvorec "haus ze Gutenhag", ob katerem so 1338 postavili kapelo sv. Ožbolta. Hrastovske viteze, ki so živeli na tem dvoru, v pisnih virih srečamo že leta 1255, ko je omenjen Ulrik de Hage, nato pa leta 1294 vitez Henrik s Hrastovca. Po letu 1430 je imel Hrastovec Henrik Holeneški, leta 1447 ga je v deželnoknežji fevd prejel Andrej Holeneški. Leta 1481 ga je prejel sorodnik Lenart Herberstein, ki mu je deželni knez tudi dovoli prevzeti grb izumrle družine Hrastovskih vitezov. Poimenovanje po tem gradu pa so si Herbersteini dodali v svoje poimenovanje ter ga posestvovali do leta 1802, ko so grad prodali rodbini Pauer.
Današnji podobi se je grad približal v 17. stoletju, ko je doživel več prezidav in v 30. letih 18. stoletja, ko so Herbersteini dali gradu obliko razkošnega baročnega dvorca s 64 sobami. Velika grajskega pohištva se danes nahaja v muzeju na Ptujskem gradu. Z gradom Hrastovec pa je povezana legenda o Agati, ki jo je po ljudskem izročilu zapisal Ožbalt Ilaunig v svoji knjigi Črni Križ pri Hrastovcu. V spomin na Agato stoji Črni križ v neposredni bližini jezera Komarnik. Ohranila sta se tudi dva grajska ribnika: manjši tik pod gradom in večji, Komarnik, ki leži okoli 1 km vzhodno od gradu. Predvsem ta je pomemben kot življenjski prostor za vodne ptice, ki so na preletu ali na zimovanju.
Grofje Herbersteini so Hrastovec znova odkupili leta 1909. Po prvi svetovni vojni je bila v gradu ustanovljena gimnazija za begunce Vranglove armade. Konec druge svetovne vojne v drugi polovici maja leta 1945 je varnostno-obveščevalna služba SFRJ OZNA v gradu ustanovila zbirno taborišče za ljudi, ki po njenem mnenju niso simpatizirali z novo oblastjo. Taborišče je delovalo do začetka septembra istega leta, zaprtih je bilo veliko ljudi iz celotne Slovenije. Zaradi slabih bivalnih razmer je veliko ljudi umrlo, med njimi največ žensk in otrok, veliko pa jih je bilo ustreljenih. Na pokopališču v Voličini je v neoznačenih grobovih pokopanih precej ljudi, pripeljano iz gradu Hrastovec med 10. in 29. avgustom leta 1945, grobišče je tudi v ribnikih pod gradom (19 Lenartčanov, umorjenih 17. maja 1945). Grad je bil potem tudi zaplenjen grofom Herberstein na podlagi Avnojskih sklepov.
Leta 1948 je bil v gradu ustanovljen Dom za duševno defektne in mladino, od avgusta leta 2010 deluje kot Socialno varstveni zavod Hrastovec.

## Opis
Grad Hrastovec je s svojo dominantno lego in kvalitetnem oblikovanju med najmogočnejšimi gradovi na Slovenskem. Na jugu je starejši del (iz okoli leta 1600) s tremi renesančno oblikovanimi dvonadstropnimi trakti in tremi stolpi, severni trakti so kasnejši, baročni, nastali med letoma 1655-1666 po načrtih arhitekta Domenica Della Tore, z različno razgibanimi strehami, skupaj pa zapirata notranje dvorišče.
Razvoj stavbe je bil postopen. Tloris daje slutiti nekdanjo nepravilno, starejšo, srednjeveško zasnovo. Prvič se omenja leta 1265. Obsegal je dva stolpa povezana z obzidjem. Že leta 1338 so ob manjšem dvoru postavili kapelo posvečeno svetemu Ožbaltu. Od leta 1481 so grad imeli v posesti grofje Herbersteini, ki so ga razen v letih 1802-1902 imeli v lasti vse do druge svetovne vojne.
Severni, reprezentančni del gradu s kapelo svetega Križa ima nad vhodnim portalom letnico 1668. Tu je bogato oblikovano slavnostno stopnišče in baročna dvorana. V slavnostni dvorani so na steni podobe z mitološkimi in žanrskimi prizori ter motivi klasicističnih krajin. V slavnostni dvorani, na stropu nekdanjega grajskega hodnika, v grajski kapeli in na stopnišču so zelo kvalitetne baročne štukature iz prve polovice 18. stol.

## Legenda o gradu Hrastovec
V 16. stol. se je mladi hrastovški grof Friderik Herberstein zaljubil v lepo Agato z gradiča Štralek. Njuni ljubezni je nasprotovala Friderikova mati, zato sta se poročila naskrivaj, v Stiperjevi kapeli (danes podružnična cerkev sv. Marije v Radehovi). Friderikova mati je Agato obdolžila čarovništva. V času, ko je bil grof Friderik v vojni je z mučenjem povzročila, da je v ječi rodila mrtvega otroka. Nato jo je ovadila sodniku, ki jo je obsodil na smrt. Zahtevala je, da Agato obglavijo. Ko se je Friderik vrnil iz bojev, je seveda ni več našel. Na nesrečnem kraju ji je postavil črn križ, simbol nesrečne ljubezni. Zgodba je opisana v knjigi Črni križ pri Hrastovcu, avtorja Ožbalta Ilaunig.

## Galerija
- Stopnišče v gradu
- Vhodni portal v grad